# Lijin (podatek)
Lijin (chiń. 厘金; pinyin líjīn) – forma podatku handlowego istniejącego w Chinach w latach 1853-1931.
System lijin został wprowadzony w 1853 roku, w celu finansowania wojny z tajpingami. Jego nazwa, oznaczająca dosłownie jedną tysięczną część, wzięła się z faktu iż był on stosunkowo niski. Podatek ten pobierany był od towarów znajdujących się w tranzycie lub przechowywanych w magazynach. Jego egzekwowanie pozostawiono w gestii władz lokalnych, bez udziału pekińskiej centrali. Jego pobieraniem zajmowała się sprawnie zorganizowana siatka stacji rozlokowanych w miastach i wzdłuż szlaków transportowych.
System lijin był jednym z najbardziej dochodowych podatków w XIX-wiecznych Chinach. Ponieważ początkowo wpływy z niego przeznaczono na finansowanie armii regionalnych i oddziałów milicyjnych tuanlian, przyczynił się w znacznym stopniu do stłumienia powstania tajpingów. Po jego upadku stał się ważnym źródłem dochodów dla władz prowincji.
Podatek lijin przetrwał upadek monarchii i mimo ostrej krytyki funkcjonował przez pierwsze dwudziestolecie Republiki Chińskiej. Krytykowano go za tworzenie wewnętrznych barier celnych, przyczynianie się do rozrostu korupcji i fakt, że funkcjonuje on poza kontrolą władz centralnych. Ostatecznie został zniesiony w 1931 roku przez ministra finansów Song Ziwena.